# Arpaillargues-et-Aureillac
Arpaillargues-et-Aureillac ist eine französische Gemeinde mit etwa 1048 Einwohnern (Stand 1. Januar 2022) im Département Gard in der Region Okzitanien.

## Geografie
Die Gemeinde besteht aus dem Hauptort Arpaillargues und dem Weiler Aureillac, die bis zu ihrer Vereinigung im Jahr 1813 eigenständige Gemeinden waren. Arpaillargues-et-Aureillac liegt westlich der Stadt Uzès, mit der es über die D982 verbunden ist. Das Gemeindegebiet wird im Osten vom Fluss Seynes tangiert. Nachbargemeinden sind Serviers-et-Labaume und Montaren-et-Saint-Médiers im Norden, Uzès im Osten, Blauzac im Süden, Bourdic im Südwesten und Aubussargues im Nordwesten.

## Geschichte
In der gallo-römischen Zeit (52 v. Chr. bis 486 n. Chr.)  befanden sich auf dem Gemeindegebiet, besonders bei Aureillac, mehrere Villen. Arpaillargues war im Mittelalter ein befestigtes Dorf. Die Gemeinde war landwirtschaftlich geprägt, besonders vom Weinbau und der Olivenproduktion. Ein Teil der Produktion wurde als „königliche Weine“ ausgezeichnet und nach Paris verkauft. Zwei Mühlen finden sich auf dem Gemeindegebiet, beide stammen etwa aus dem 11. Jahrhundert. Im 14. Jahrhundert litt die Bevölkerung sehr stark unter der Pest. Wegen der Erweiterung des Ortes wurden die Mauern 1732 abgerissen. 1890 gab es 290 Hektar Weinstöcke, die fast vollständig von der Reblaus vernichtet wurden. Erst 1980 hatte sich der Bestand mit 200 Hektar wieder weitgehend erholt.

### Bevölkerungsentwicklung
| Jahr      | 1962 | 1968 | 1975 | 1982 | 1990 | 1999 | 2006 | 2018 |
| --------- | ---- | ---- | ---- | ---- | ---- | ---- | ---- | ---- |
| Einwohner | 255  | 265  | 309  | 459  | 667  | 785  | 955  | 1018 |

## Kultur und Sehenswürdigkeiten
- Schloss aus dem 17. Jahrhundert (heute ein Hotel)
- Templerkreuz an der Außenwandes eines Gebäudes
- Romanische Kirche Saint-Christophe
- Wehrkirche Saint-Pierre aus dem 10. Jahrhundert
- Protestantische Kirche
- Museum 1900
- Capitelles (Steinhütten) aus dem 18. Jahrhundert[1]

Im Ort befindet sich eine Einrichtung, die sowohl Kindergarten als auch Grundschule umfasst. Einige Jugendmannschaften des ES Uzès Pont du Gard spielen in Arpaillargues-et-Aureillac.

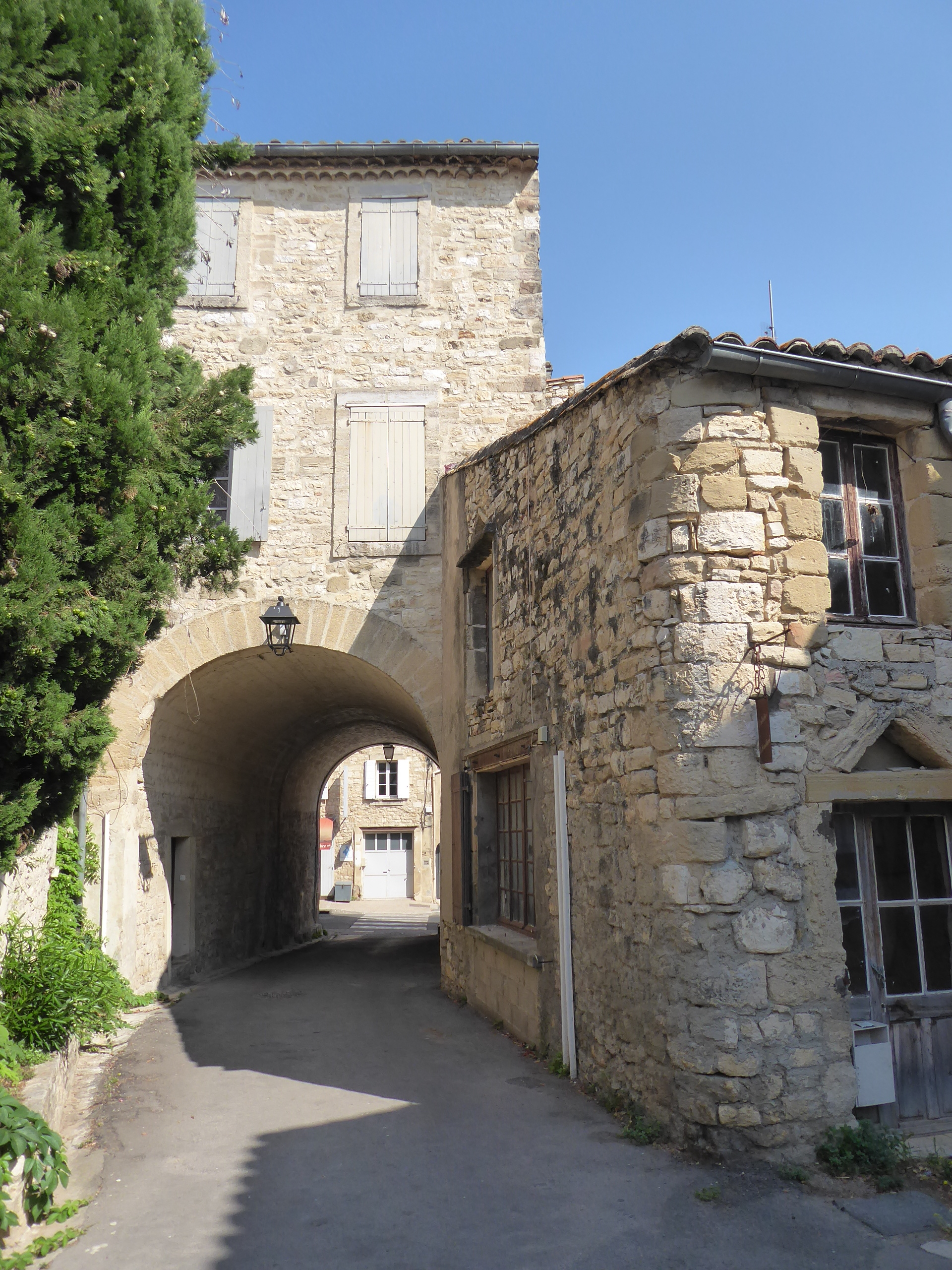
Beffroi
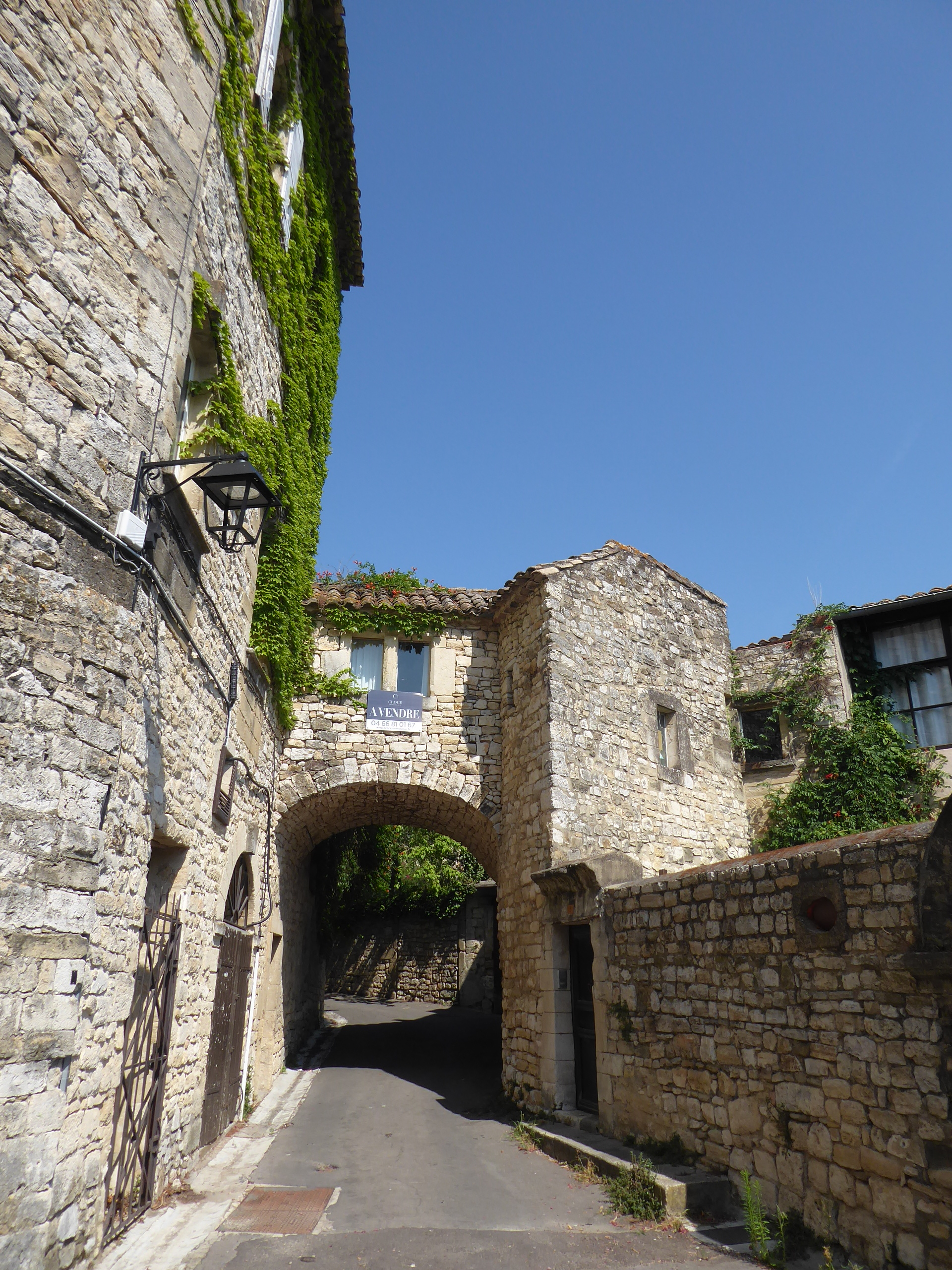
Schloss
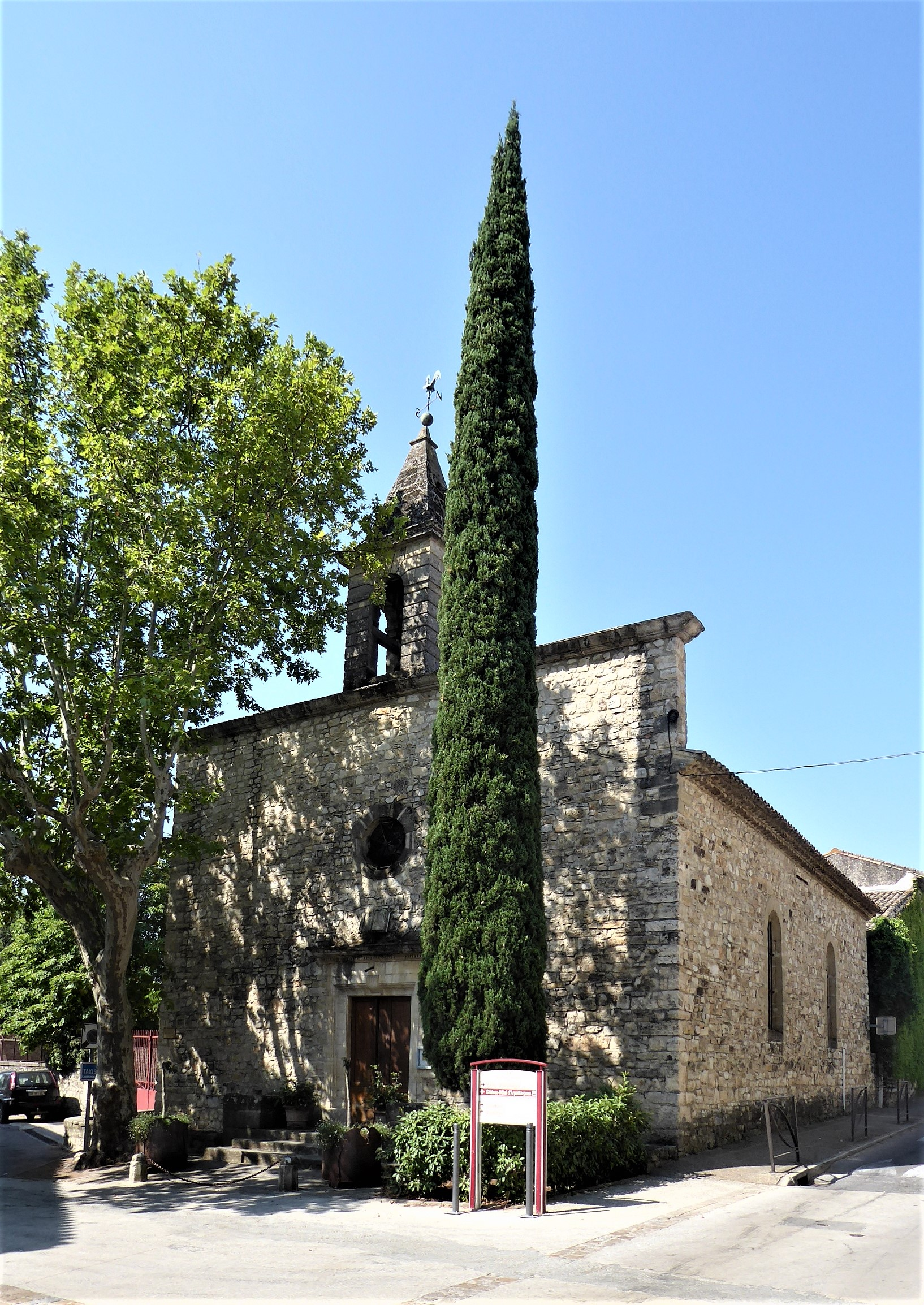
Protestantische Kirche
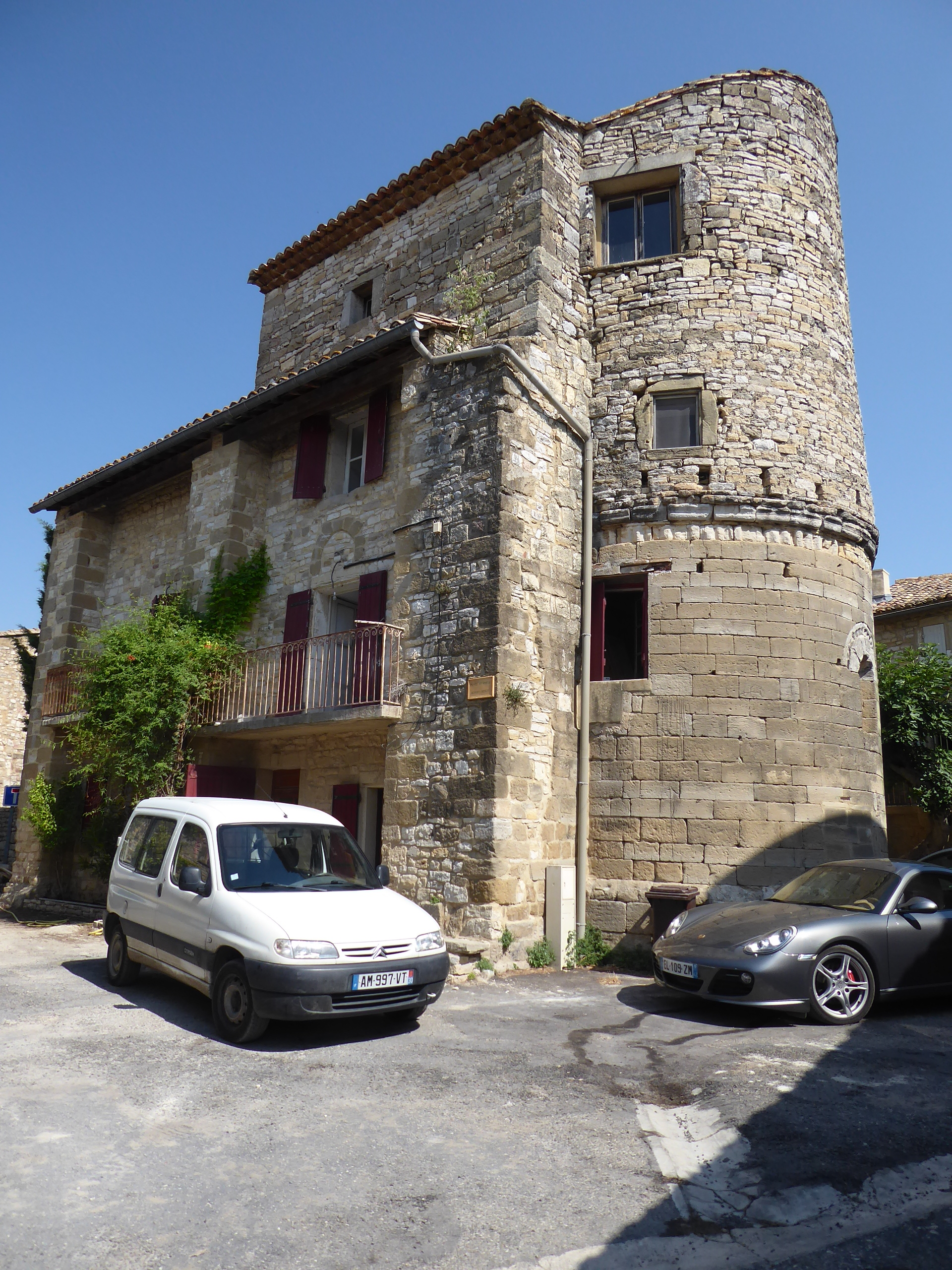
Wehrkirche Saint-Pierre
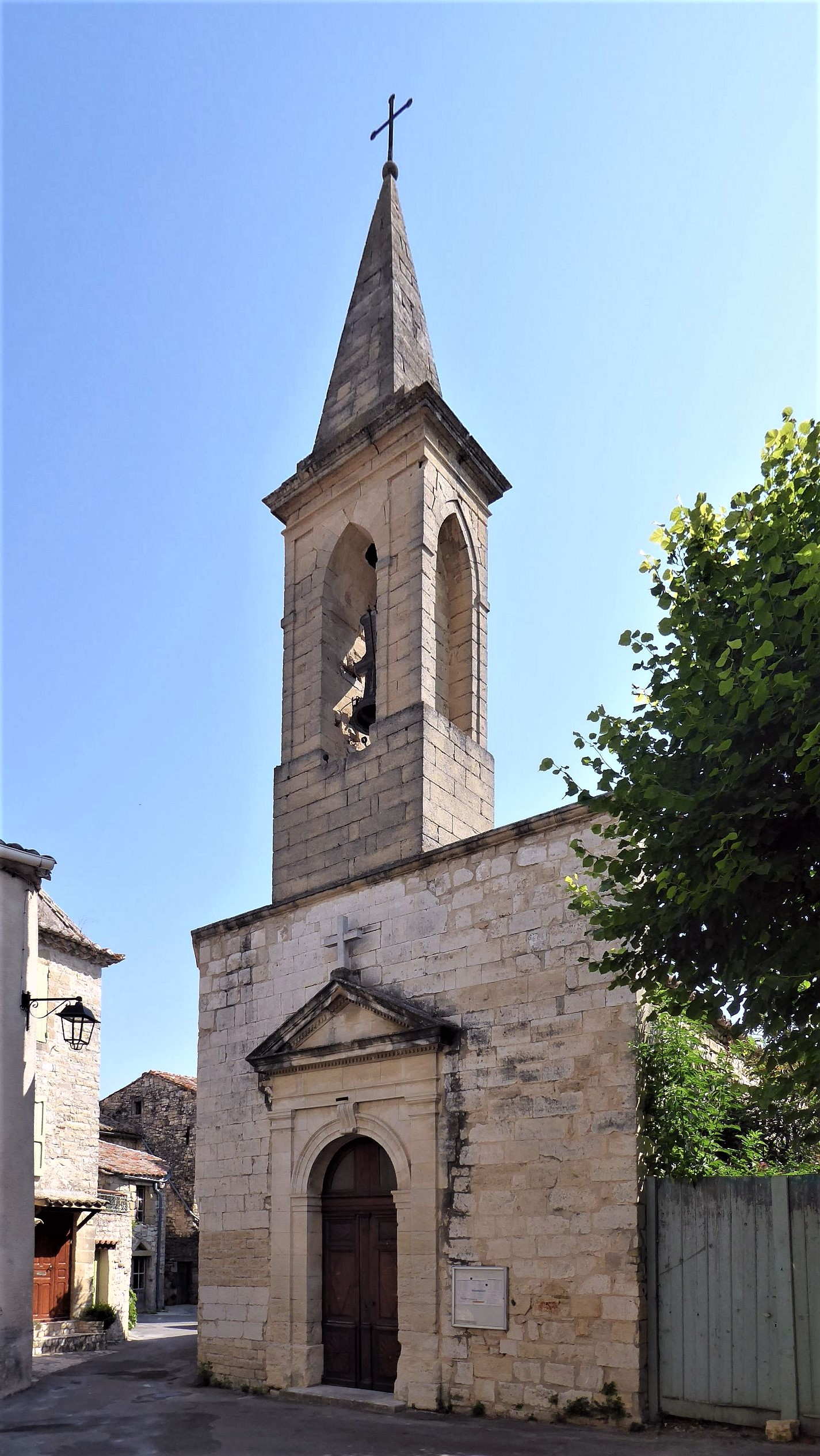
Kirche Saint-Christophe
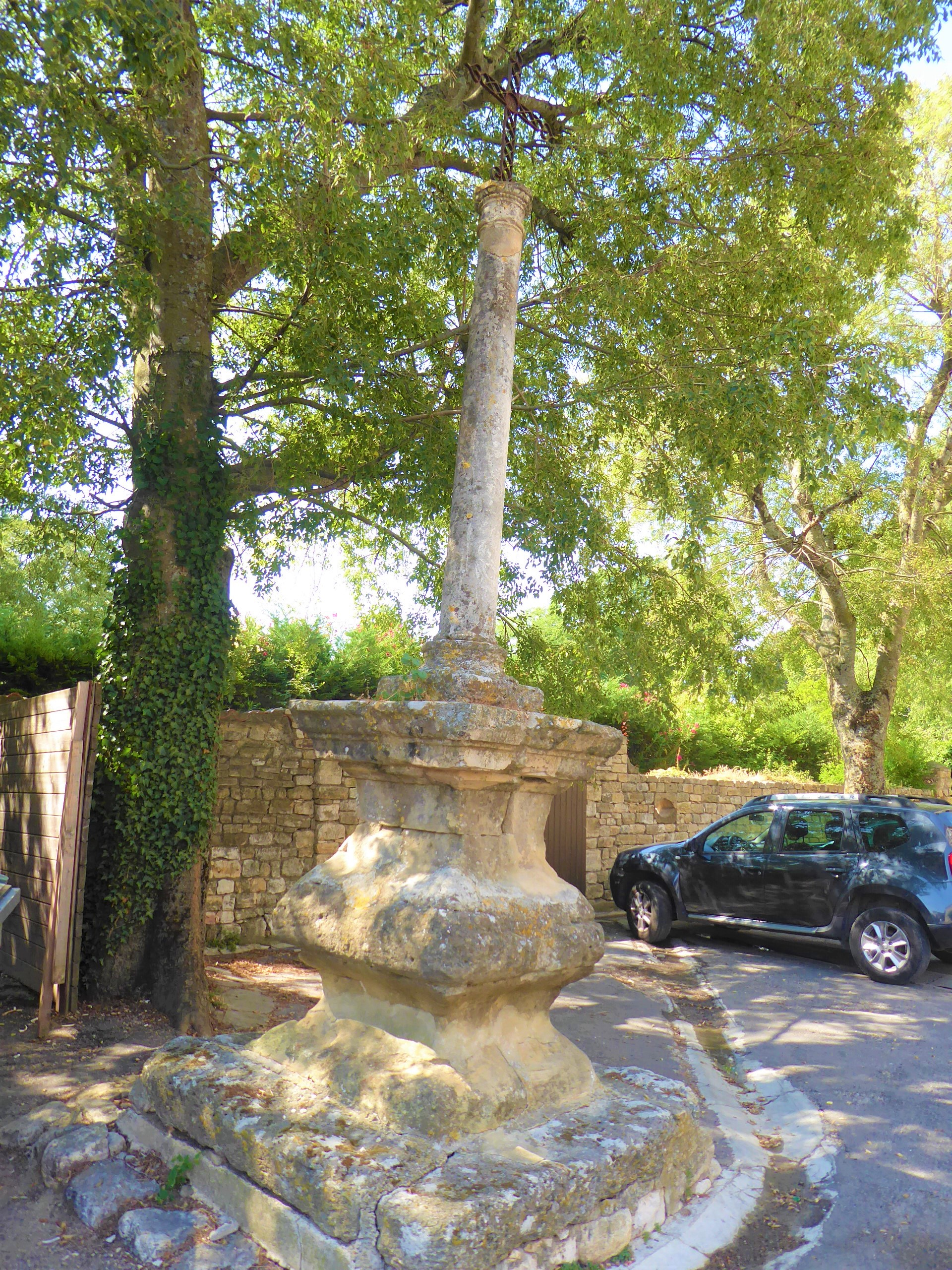
Wegkreuz
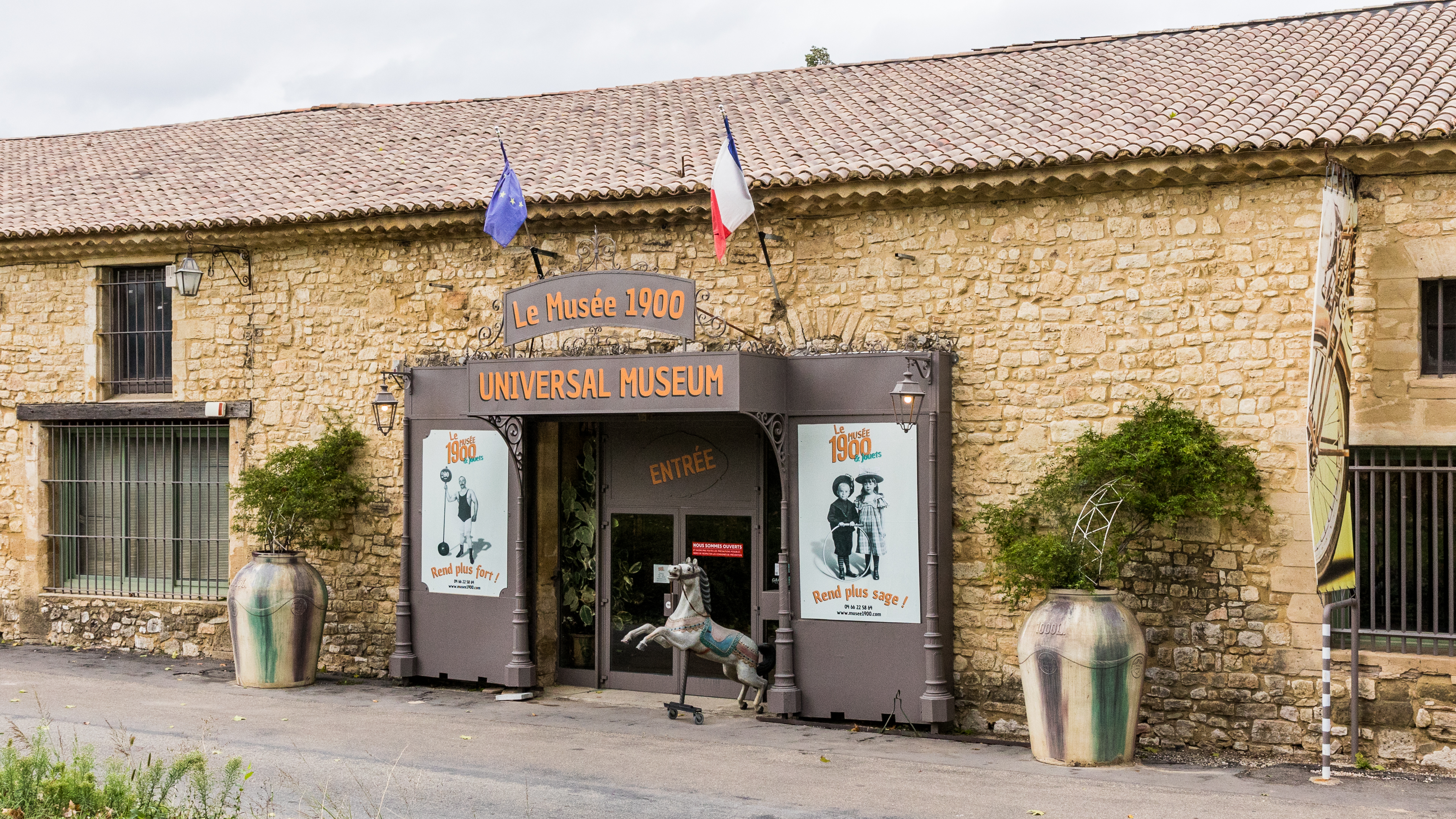
Museum 1900